# Avignon
Avignon (francouzsky   aviňon), je starobylé město v Provence na jihu Francie, sídlo departementu Vaucluse v regionu Provence-Alpes-Côte d'Azur. Leží na levém břehu řeky Rhôny, na soutoku s řekou Durance, asi 80 km SZ od Marseille a asi 80 km SV od Montpellieru.
V letech 1309–1377 zde sídlili papežové, kteří uprchli z Říma. V roce 1995 bylo historické centrum Avignonu (Avignonský most, papežský palác, biskupský dvůr, katedrála a hradby) zapsáno na Seznam světového dědictví UNESCO.

## Geografie
Sousední obce: Villeneuve-lès-Avignon, Les Angles, Barbentane, Rognonas, Châteaurenard a Noves.
Avignon leží u soutoku řek Rhôny a Durance.

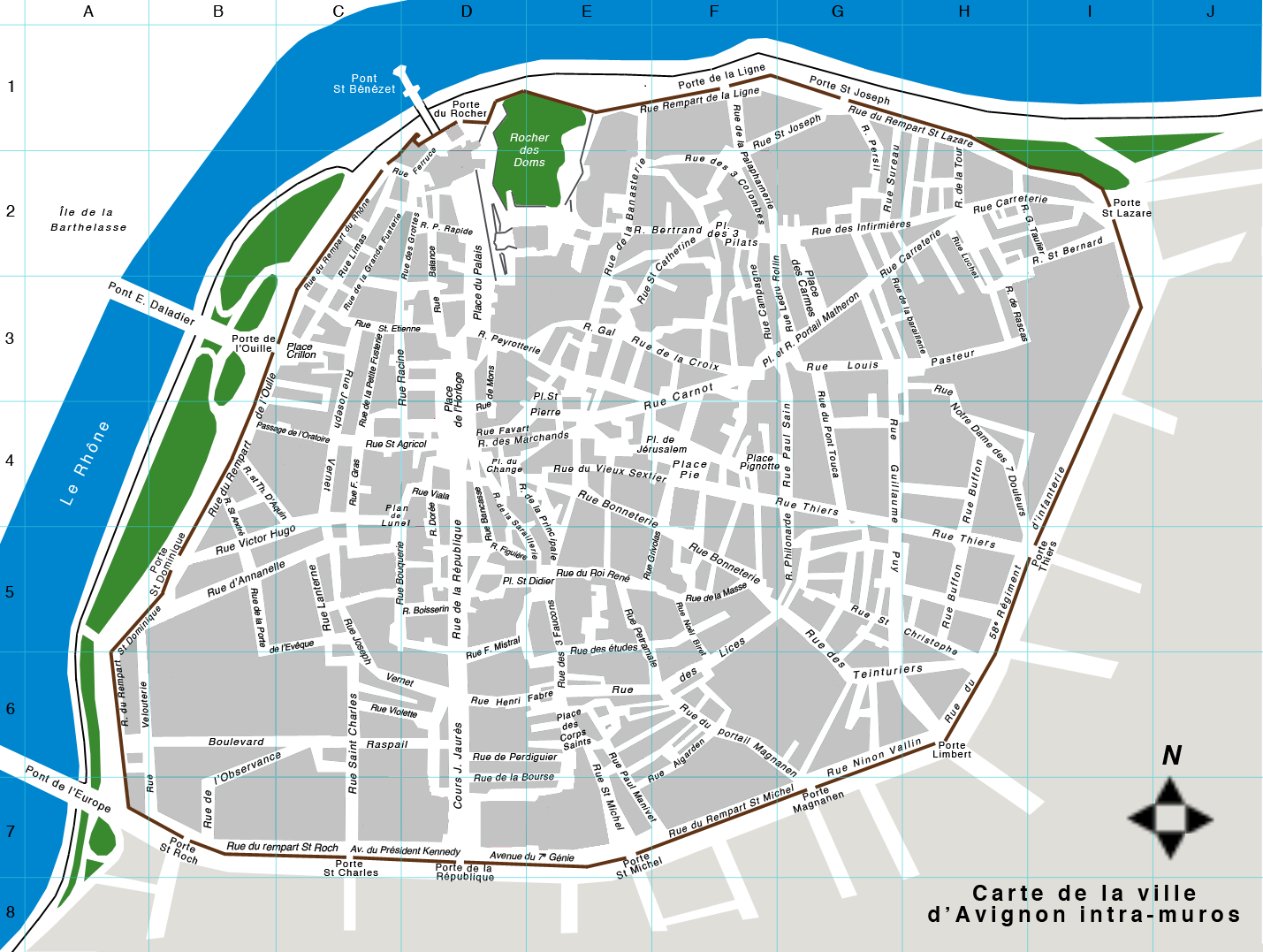
Plán historického města

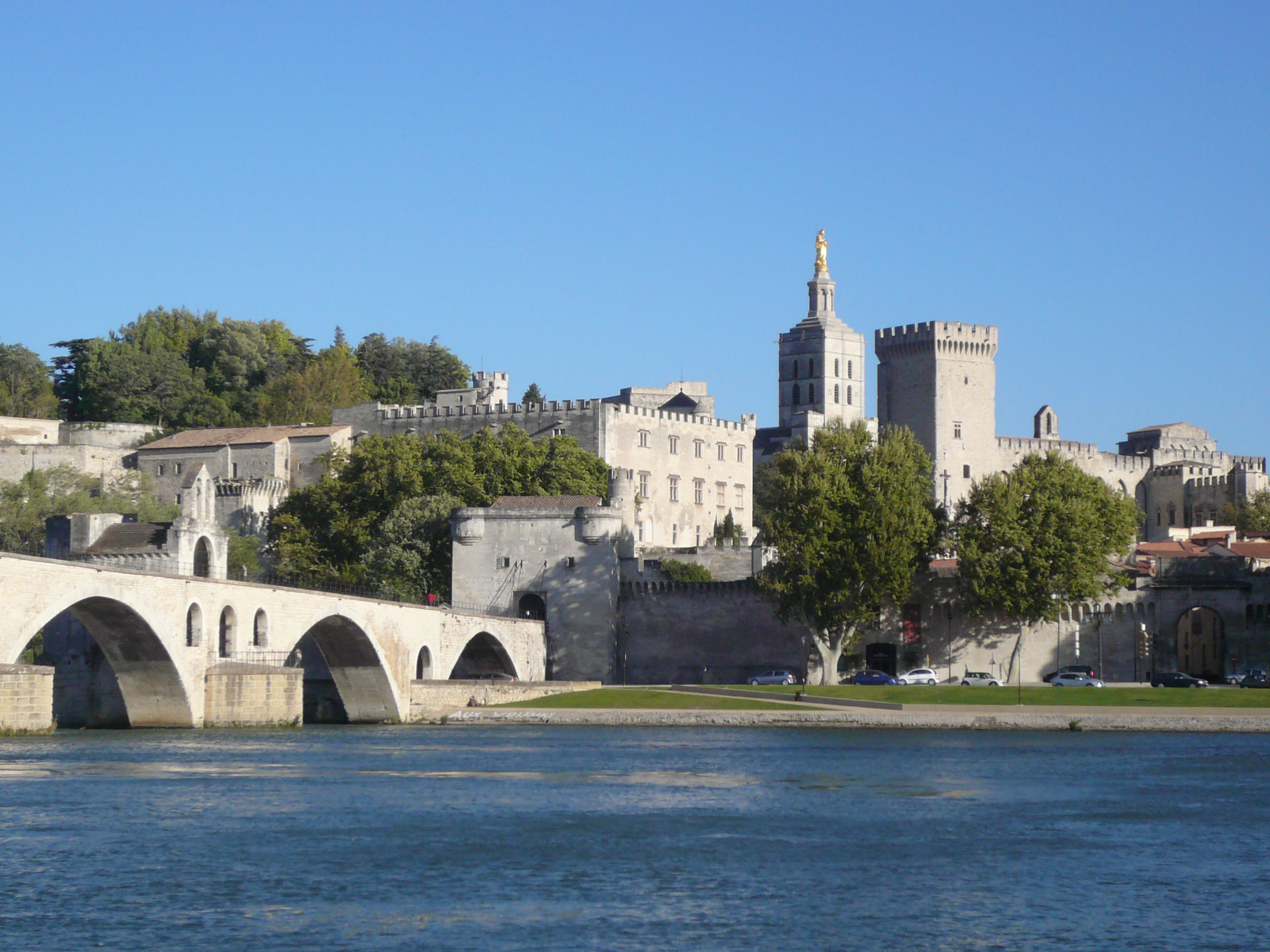
Papežský palác a most

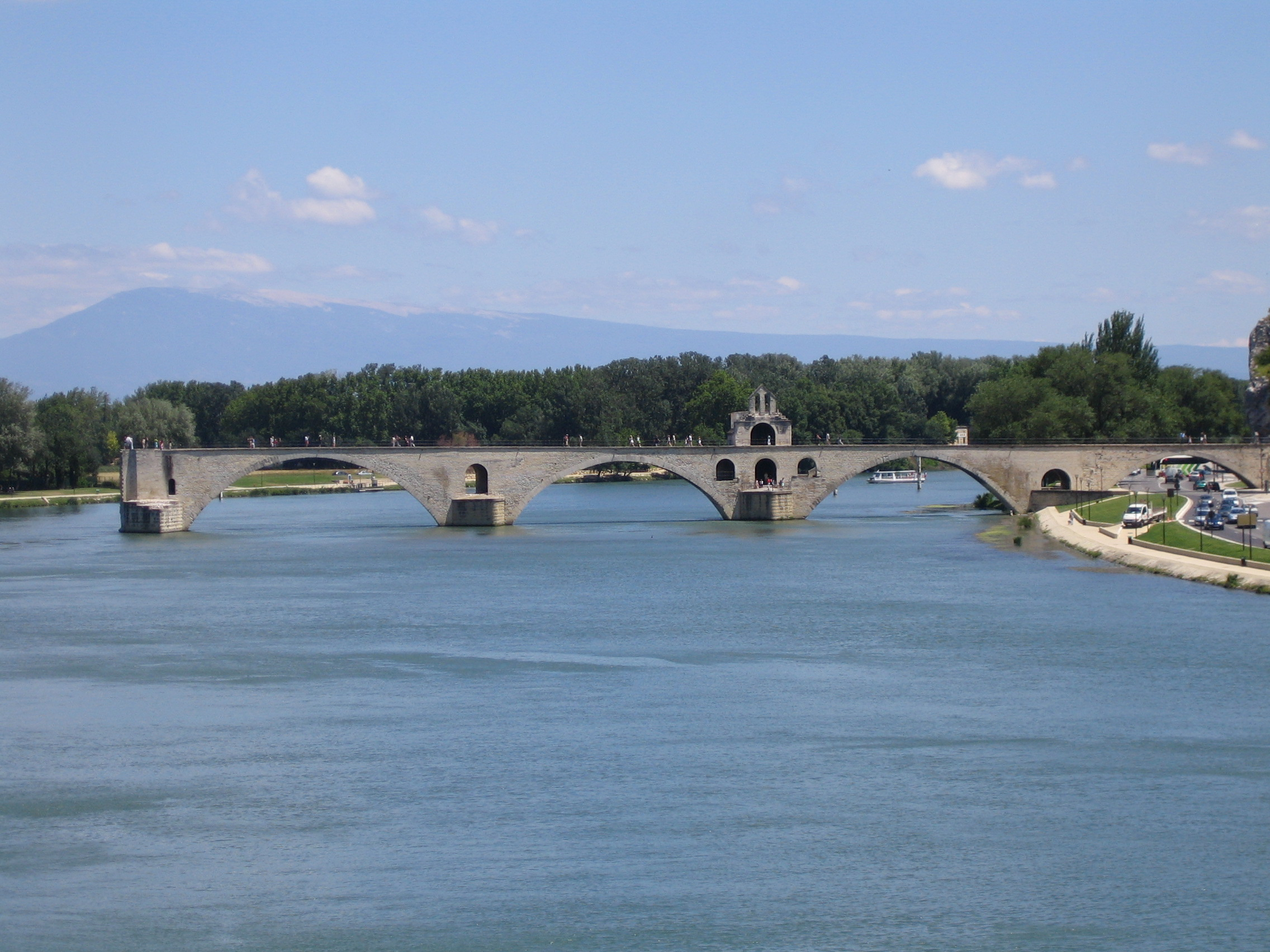
Torzo mostu

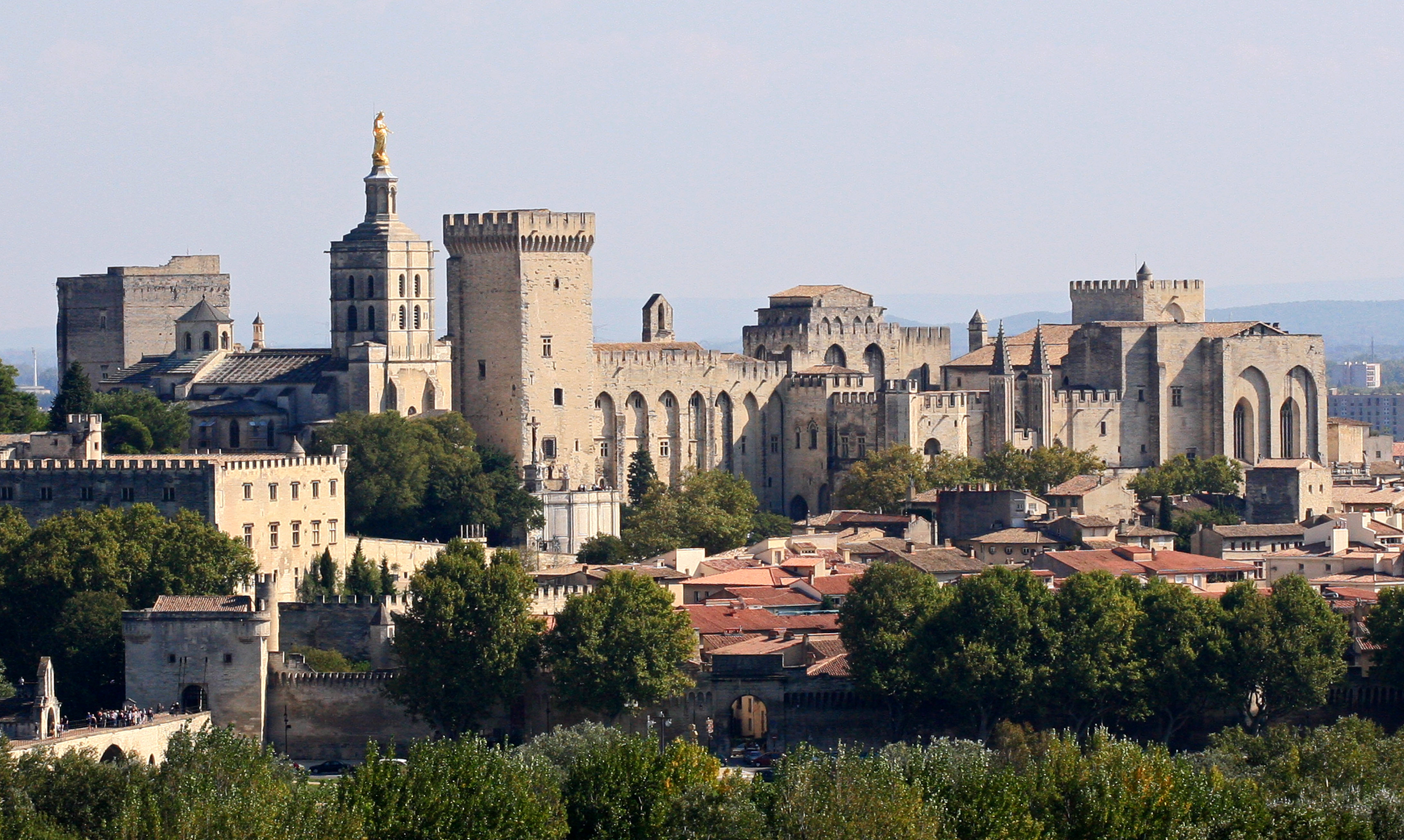
Papežský palác (celkový pohled)

## Historie
Nálezy ukazují na osídlení místa již od mladší doby kamenné, později zde kelto-ligurský kmen Kavarů založil opevněné sídlo Auenion. Někdy kolem roku 500 př. n. l. zde postavili fokajští kolonisté z Marseille opevněný přístav a sklad zboží jménem Avenio. Kolem roku 120 př. n. l. sem přišli římští legionáři a od roku 48 př. n. l. bylo město součástí provincie Gallia Narbonensis a mělo městská práva. Přístav byl dále rozšířen a kvetoucí město přejmenováno na Colonia iulia augusta avenionesium. Ve 3. století vznikla za hradbami malá křesťanská osada a byl postaven první dřevěný most.
Roku 500 město obléhal francký král Chlodvík I., městu však přišli na pomoc římští vojáci. Avignon pak připadl Ostrogótům a Merovejcům, v roce 736 je dobyli Saracéni a o rok později je za tuto zradu potrestal král Karel Martel. Stalo se částí Provensálského království, ale už ve 12. století se přechodně prohlásilo za samostatnou republiku. Roku 1303 zde papež založil univerzitu, která se proslavila hlavně studiem práva.
Od roku 1309 se stal Avignon sídlem papežského dvora. Papežové město zvelebili a nově ohradili a roku 1348 je koupili od neapolské královny Joanny. Papežské kurii pak město patřilo až do Francouzské revoluce (1791). Kolem papežského dvora žila a působila řada umělců, hudebníků i učenců a papežská knihovna s 2 000 svazky byla tehdy největší v Evropě. Celkem v Avignonu sídlilo sedm papežů, a když se Řehoř XI. roku 1376 vrátil do Říma, sídlili zde ještě dva vzdoropapežové.
V roce 1721 postihla Avignon morová rána, která zabila asi 18 000 lidí, tedy přibližně tři čtvrtiny populace. Do 14. září 1791 patřilo město papežům, poté bylo anektováno nově vzniklou Francouzskou republikou.
U papežského dvora v Avignonu pobýval krátce Vojtěch Raňkův z Ježova, mnohem déle zde žil pražský biskup Jan z Dražic a je zde pochován Jan Milíč z Kroměříže, který zde v roce 1374 zemřel.

### Avignonští papežové a vzdoropapežové
- 1309–1316 – Klement V.
- 1316–1334 – Jan XXII.
- 1334–1342 – Benedikt XII.
- 1342–1352 – Klement VI.
- 1352–1362 – Inocenc VI.
- 1362–1370 – Urban V.
- 1370–1378 – Řehoř XI.
- 1378–1394 – Klement VII. (vzdoropapež)
- 1394–1423 – Benedikt XIII. (vzdoropapež)

## Památky
Avignon je významným cílem turistů z celého světa. Historické jádro města je vcelku dobře zachováno, včetně téměř úplných městských hradeb s mnoha věžemi a branami.
- Avignonský most (Pont Saint-Bénezet) z poloviny 14. století je patrně nejznámějším symbolem města. Most původně dlouhý 900 metrů s 22 oblouky strhla v 17. století povodeň, takže jeho zbylé čtyři oblouky končí v půli řeky Rhôny. Na most se vstupuje věží Tour du Châtelet a na jednom z pilířů je goticko-románská patrová kaple Chapelle Saint-Nicolas.
- Gotický Papežský palác (Palais des Papes) na návrší nad řekou vznikl ve dvou etapách. V letech 1335–1342 dal papež Benedikt XII. postavit čtyři křídla tak zvaného Starého paláce (Palais-vieux) kolem rajského dvora s arkádami. Jeho nástupce Klement VI. palác v letech 1342–1370 rozšířil na jih a západ. S celkovou užitkovou plochou 15 tisíc m2 je to jedna z největších staveb své doby.
- V sousedství stojí románská katedrála Notre-Dame-des-Doms ze 12. století, mohutná jednolodní budova s masivní věží v průčelí. Ve 14. století byla loď doplněna o postranní kaple a v 17. století byl upraven presbytář.
- Téměř úplné hradby ze 14. stol. se 39 věžemi
- Zřícenina románského opatství sv. Rufa s věží na východním břehu Rhôny
- Gotický kostel St-Didier z roku 1359
- Gotický kostel řádu celestinů, se třemi z původně plánovaných lodí a s rajským dvorem

Ve městě je řada dalších kostelů a množství historických domů

### Galerie

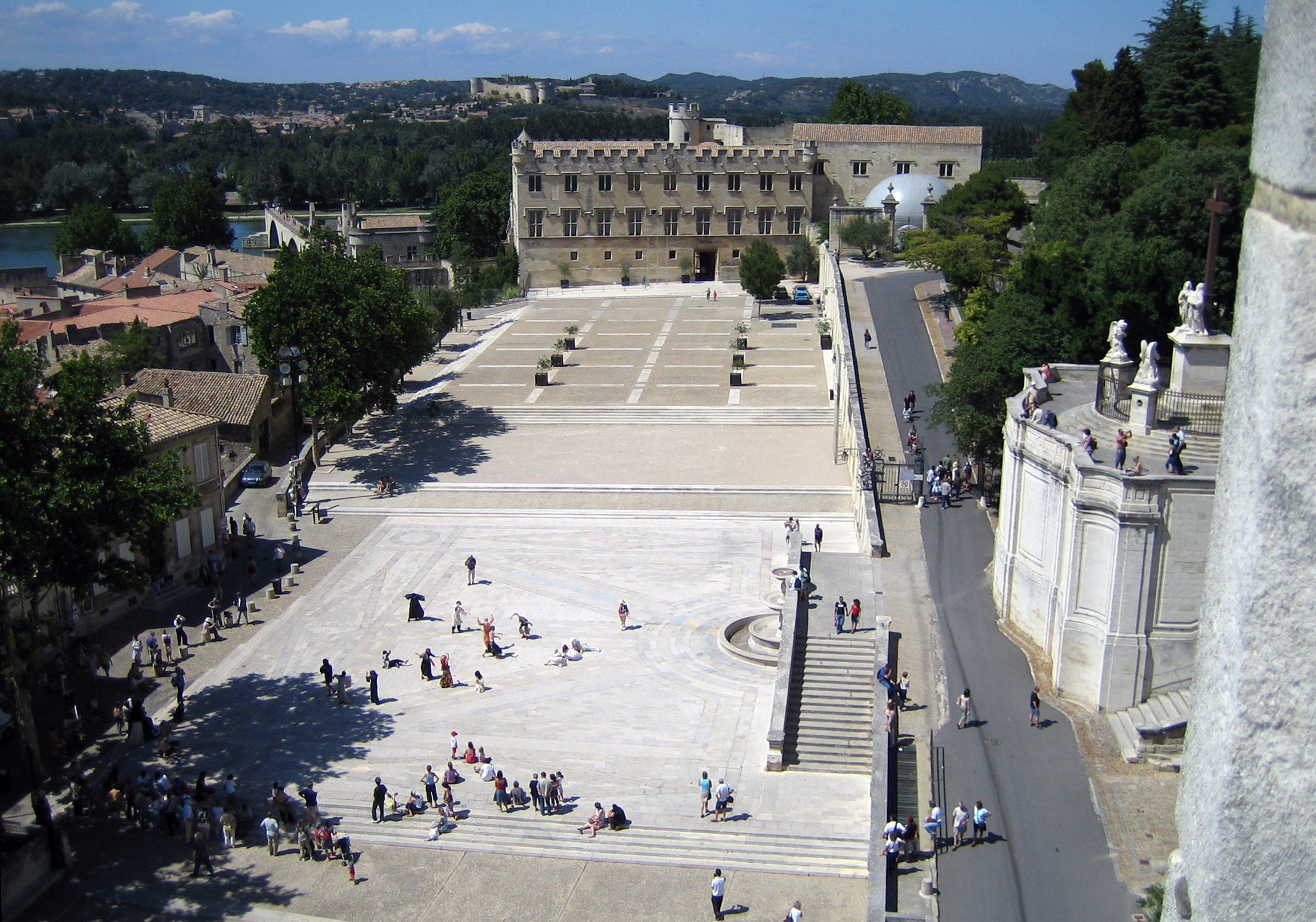
V pozadí "Malý palác", nalevo řeka Rhona a torzo mostu.
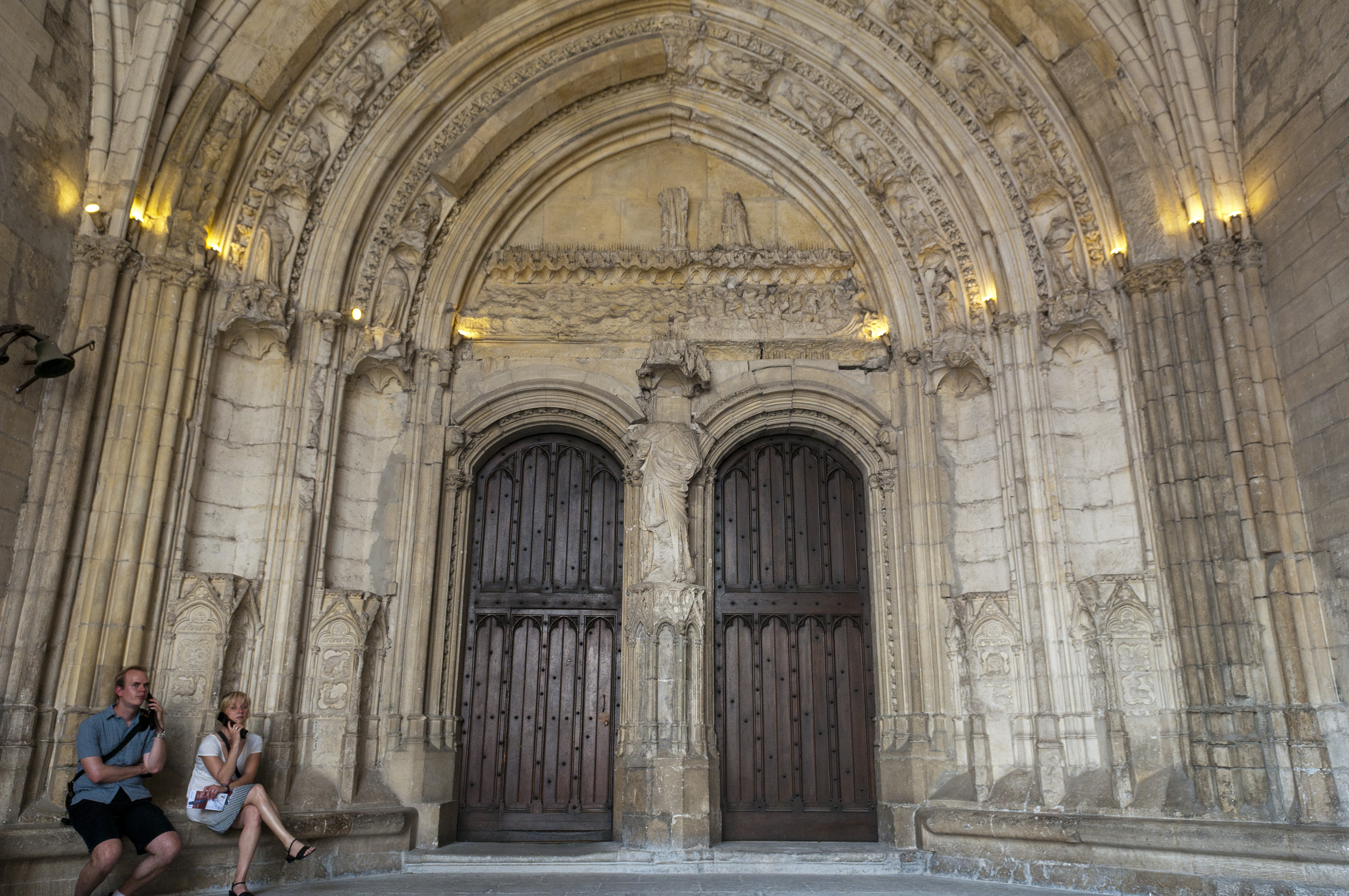
Palác, portál Velké kaple
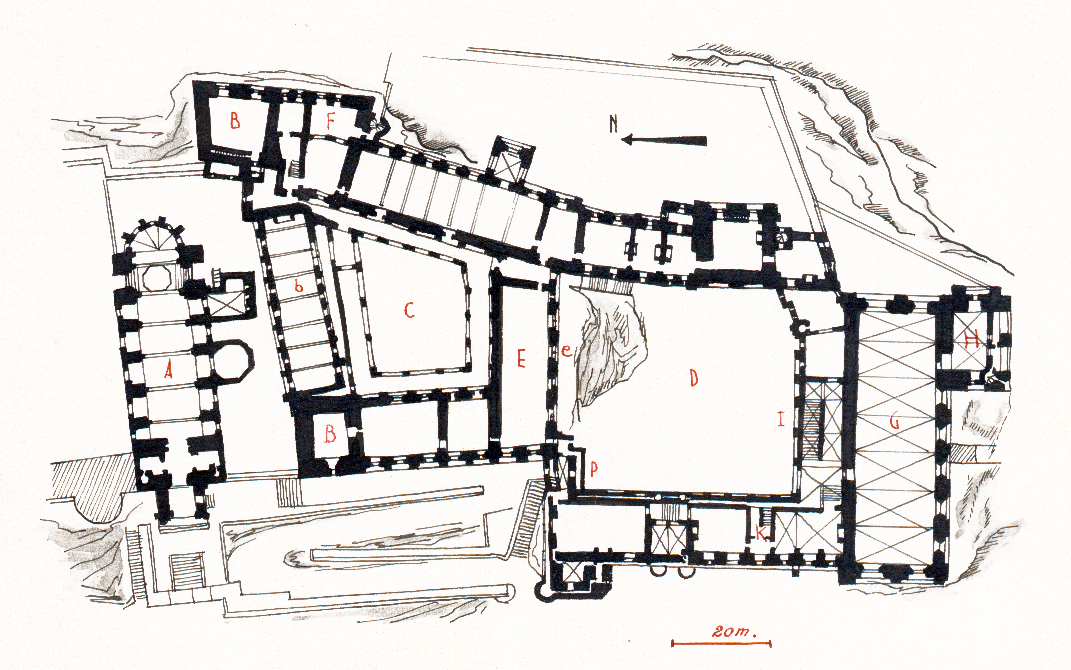
Půdorys paláce: A – katedrála; B, H – věže; C – rajský dvůr; D – čestný dvůr; E – obytné křídlo; G – velká kaple; I – slavnostní schodiště
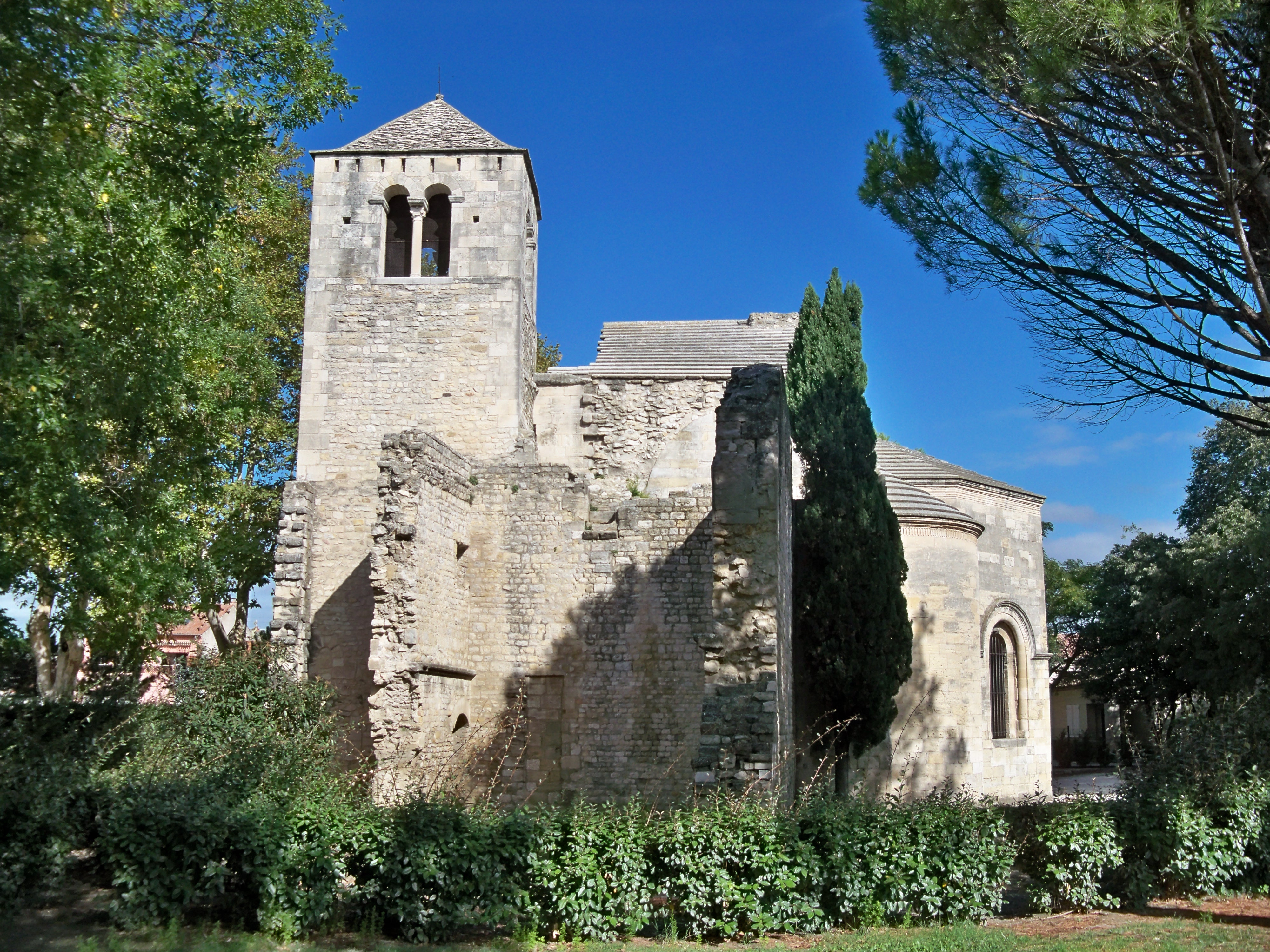
Opatství sv. Rufa
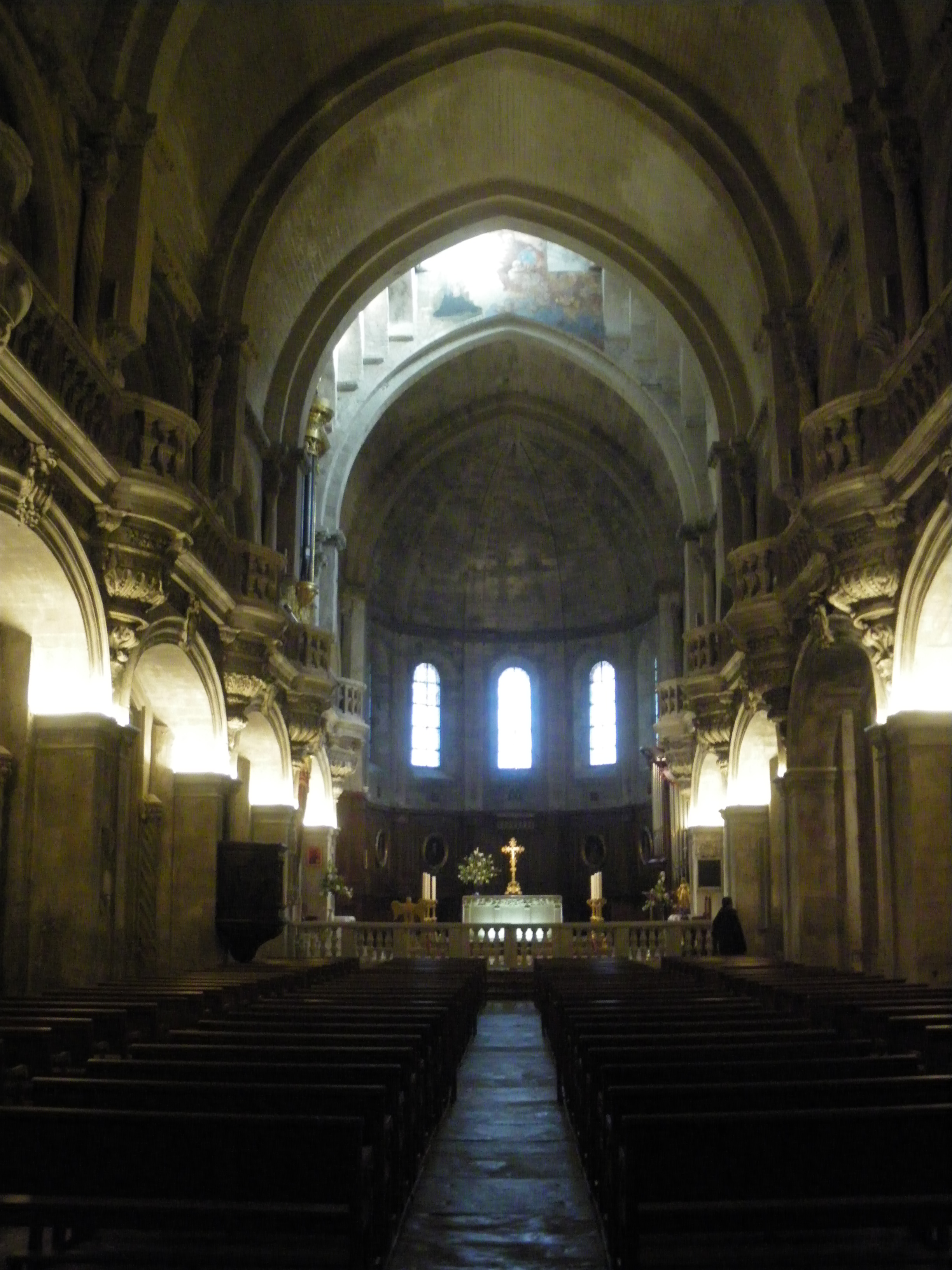
Katedrála, interiér
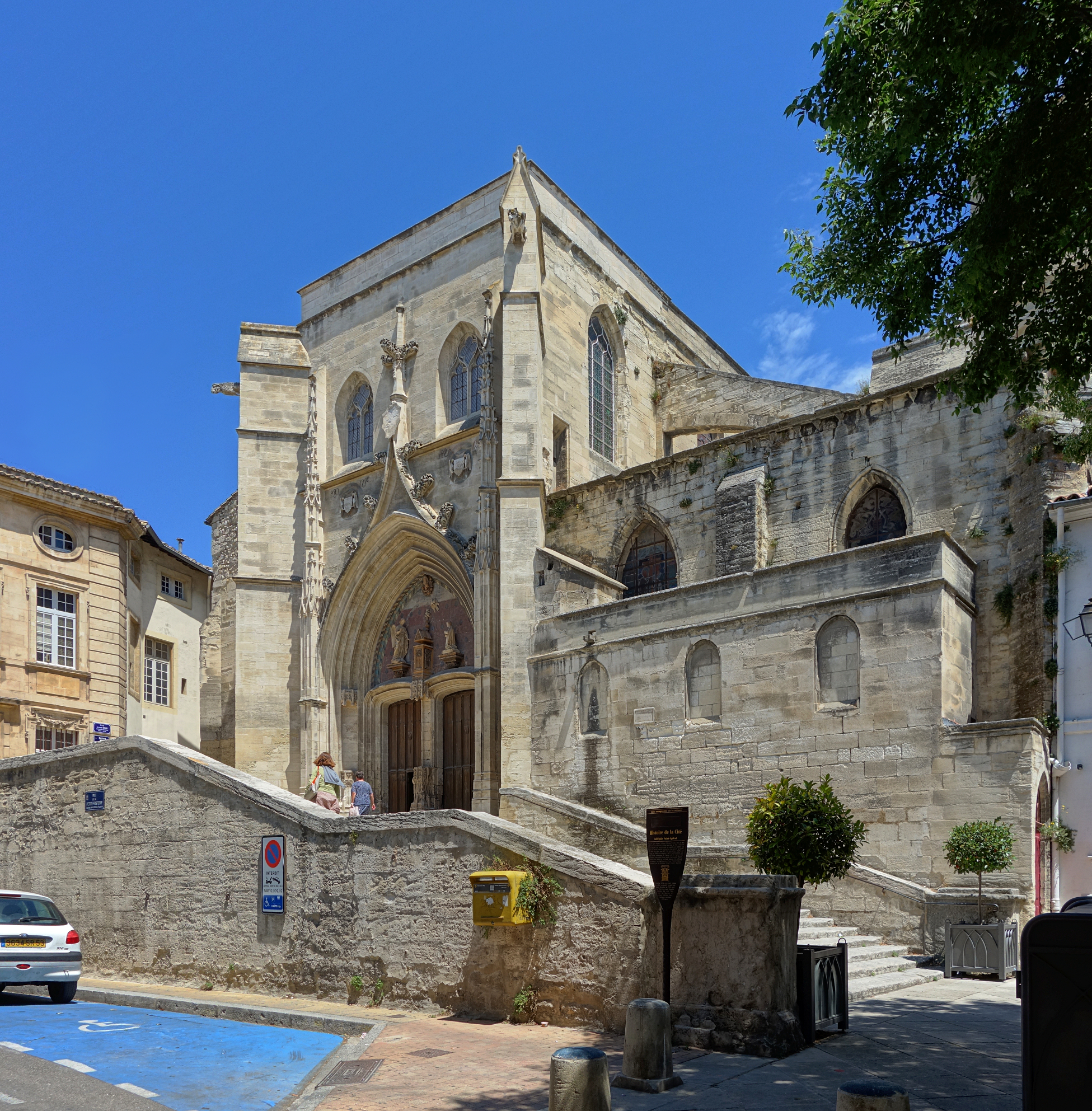
Kostel sv. Agricola
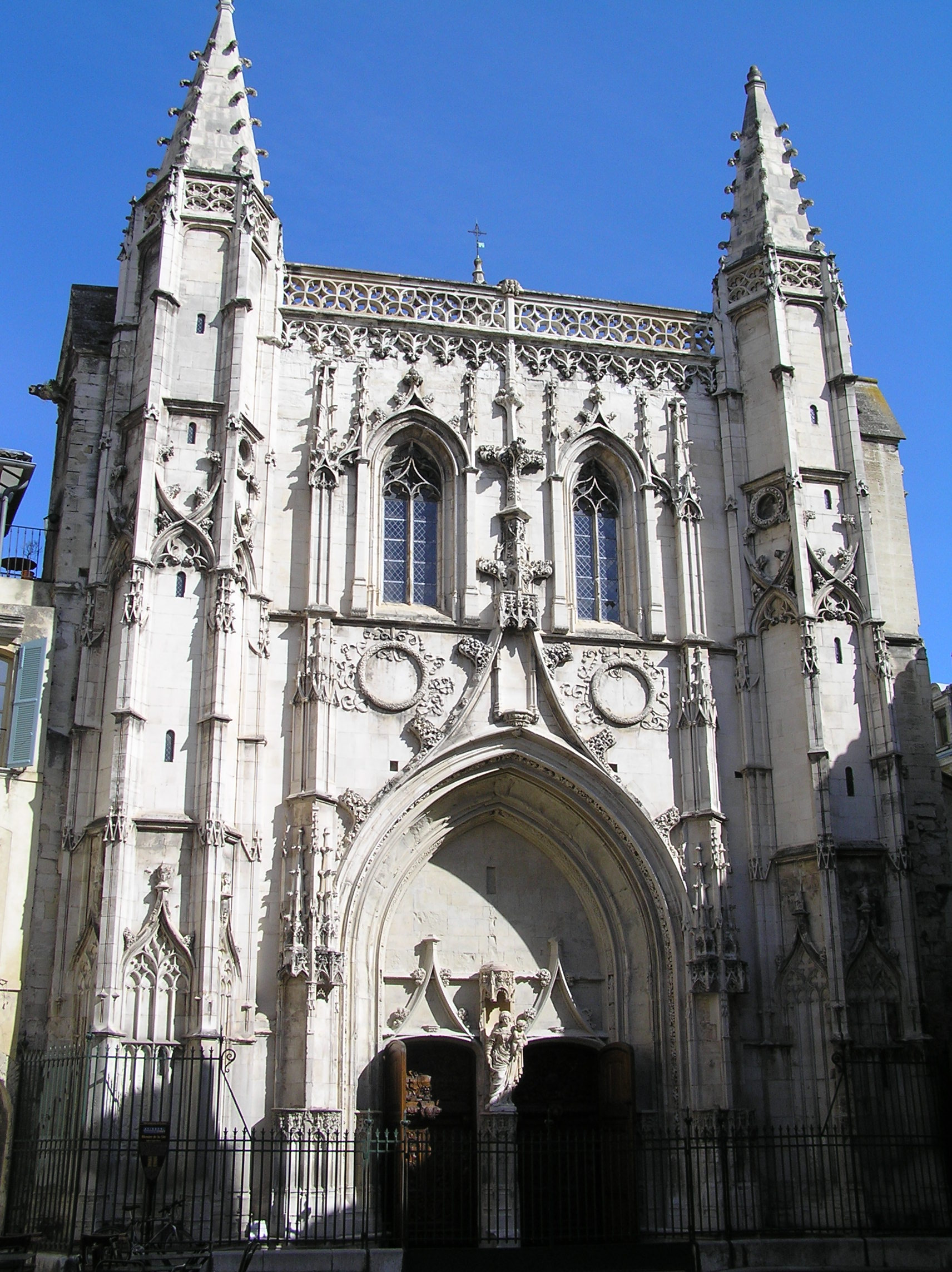
Kostel sv. Petra
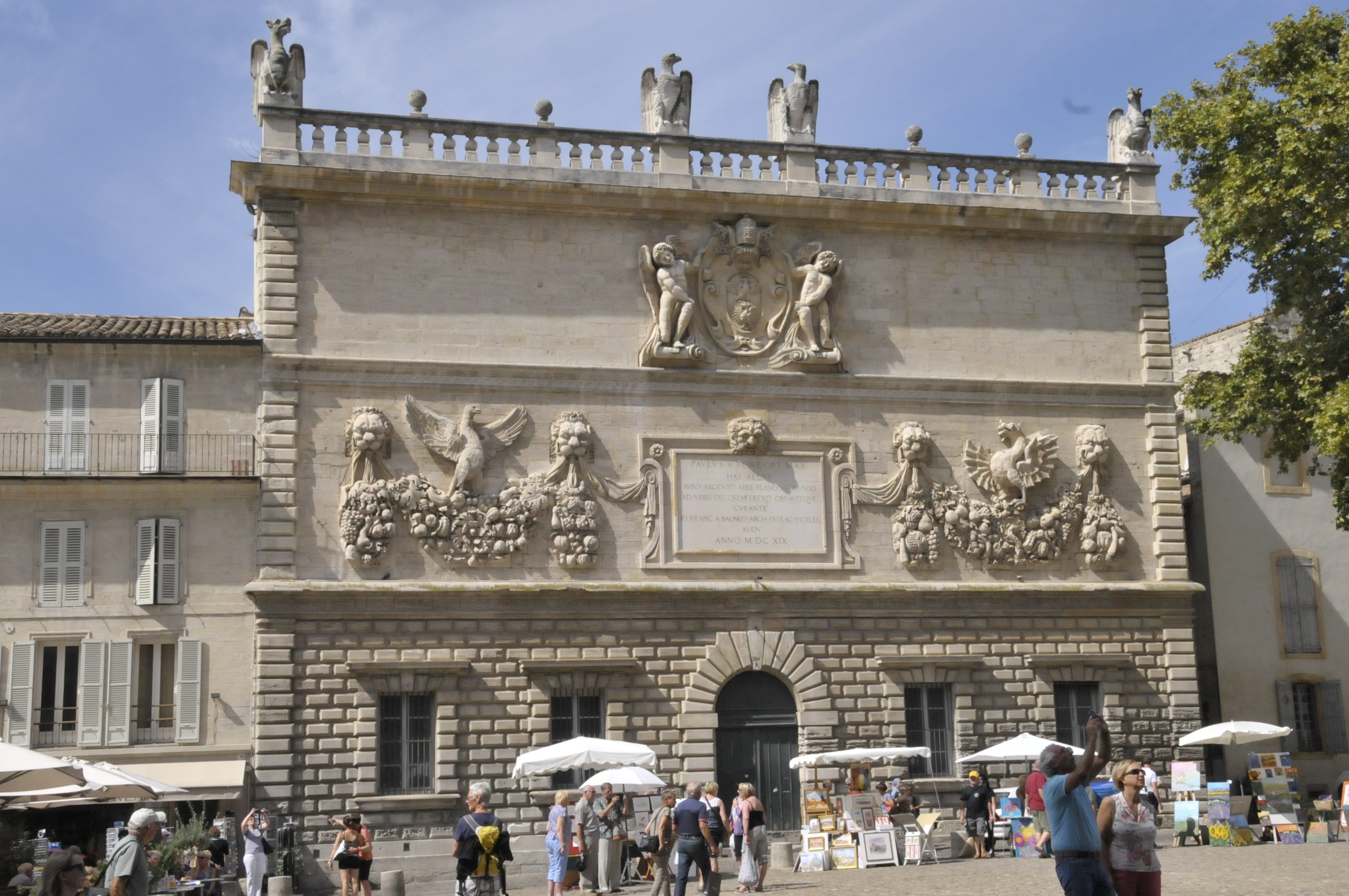
Mincovna
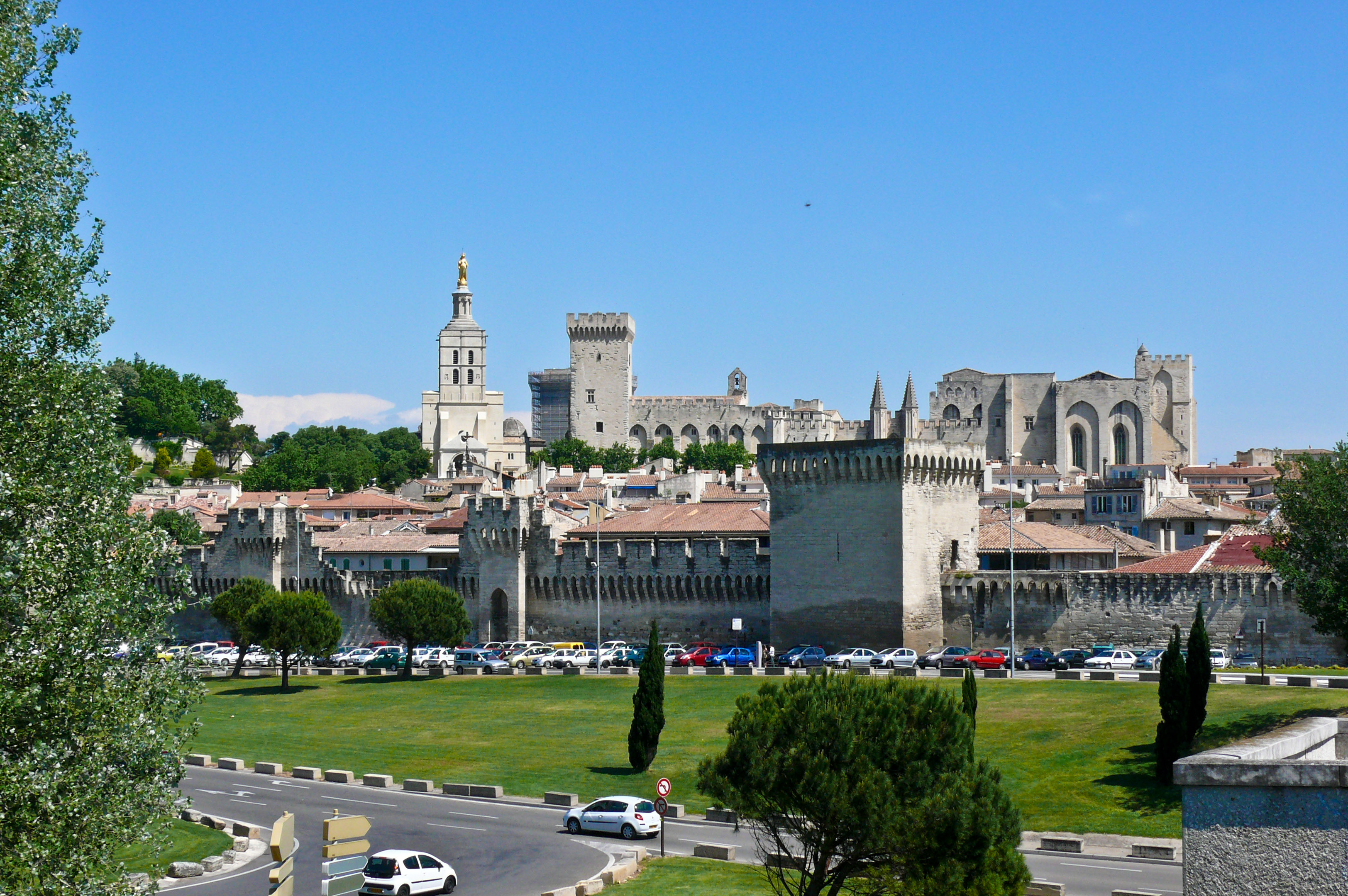
Městská hradba, papežský palác a v pozadí katedrála

Muzea
- Muzeum Angladon (Musée Angladon) od zimní sezóny 1996–1997 je v bývalém panském sídle přístupná soukromá sbírka obrazů 17.-20. století, která obsahuje díla od J.-S. Chardina po van Gogha, Degase, Cézanna, Sisleyho, Picassa a Modiglianiho.
- Muzeum Aubanel (Musée Aubanel) v domě nakladatele z 18. stol. vystavovalo staré tiskařské stroje. Několik starých lisů je vystaveno v přízemí.
- Muzeum Calvet (Musée Calvet) vystavuje sbírky archeologie, výtvarných umění, uměleckých řemesel a etnografie
- Muzeum Malý Palác - Avignon (Musée du Petit Palais – Avignon) Bývalé biskupské sídlo (kolem roku 1320, průčelí konec 15. století) dnes hostí muzeum, které vystavuje více než 300 děl ze sbírek Giana Pietra Campany z období italských mistrů středověku a renesance, spolu s díly malířské školy z Avignonu. Jsou k vidění malíři Botticelli, Carpaccio, Giovanni di Paolo aj.
- Muzeum Mont de Piété
- Muzeum Requien, sbírky místních přírodnin, herbáře a pod.
- Lapidárium (Musée Lapidaire) v bývalém jezuitském kostele vystavuje řecké, římské a středověké sochařství a keramiku
- Muzeum Louise Voulanda vystavuje nábytek, keramiku, umělecká řemesla a obrazy
- Muzeum lidového umění, tradic a historie Provence

## Vývoj počtu obyvatel
Počet obyvatel

## Slavní obyvatelé a rodáci
- Francesco Petrarca (1304 – 1374), italský básník a humanista
- Laura de Noves (1310 – 1348), platonická láska Francesca Petrarky
- Vojtěch Raňkův z Ježova (cca 1320 – 1388), český teolog a filozof
- Josef ha-Kohen (1496 – 1558?), italský, lékař a historik
- Alexandre de Rhodes (1591 nebo 1593 – 1660), jezuita a misionář
- John Stuart Mill (* 1806 – † 1873), anglický filozof, ekonom a politik
- Édouard Daladier (* 1884 – † 1970), francouzský politik
- Pierre Boulle (* 1912 – † 1994), francouzský spisovatel
- René Girard (1923–2015), francouzský historik
- Bernard Kouchner (* 1939), francouzský politik a lékař (Lékaři bez hranic)
- Mireille Mathieu (* 1946), francouzská zpěvačka
- Daniel Auteuil (* 1950), francouzský herec

## Starostové
| Období    | Jméno            | Politická příslušnost   |
| --------- | ---------------- | ----------------------- |
| 1945–1947 | Georges Pons     | PCF                     |
| 1947–1948 | Paul Rouvier     | SFIO                    |
| 1948–1950 | Henri Mazo       | RPF                     |
| 1950–1953 | Noël Hermitte    |                         |
| 1953–1958 | Édouard Daladier | RRSS                    |
| 1958–1983 | Henri Duffaut    | SFIO a Parti socialiste |
| 1983–1989 | Jean-Pierre Roux | RPR                     |
| 1989–1995 | Guy Ravier       | Parti socialiste        |
| od 1995   | Marie-Josée Roig | RPR a UMP               |

## Partnerská města

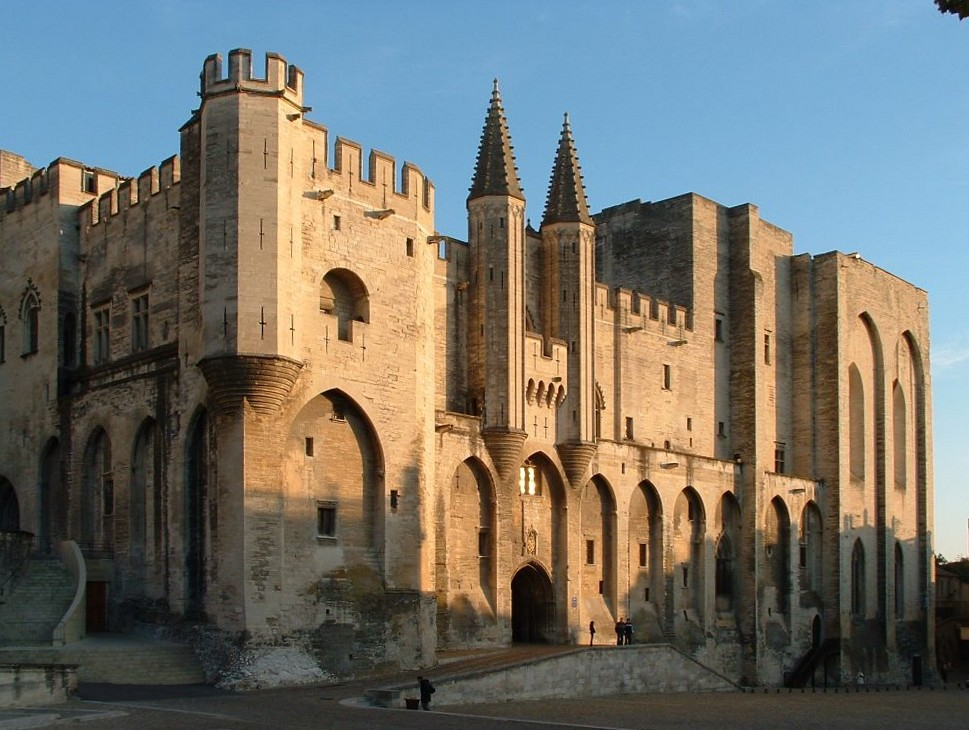
Průčelí Papežského paláce

- Colchester, Velká Británie
- Diourbel, Senegal
- Guanajuato, Mexiko
- New Haven, USA
- Siena, Itálie
- Tarragona, Španělsko
- Tortosa, Španělsko
- Wetzlar, Německo
- Wichita, Kansas, USA